# Capela de Nossa Senhora da Conceição (Arcos de Valdevez)

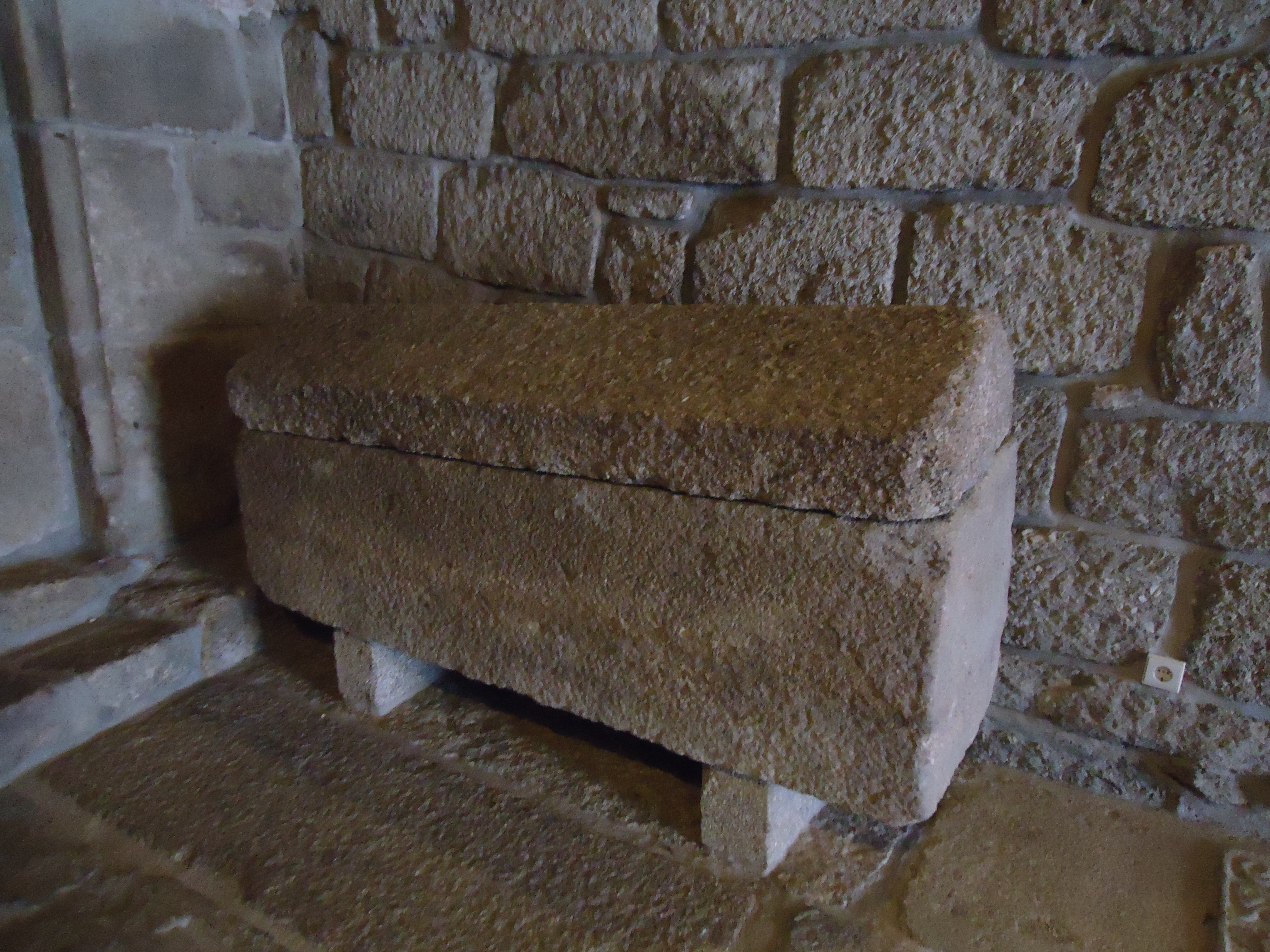
Capela de Nossa Senhora da Conceição: arca tumular.

A Capela de Nossa Senhora da Conceição, também conhecida como Capela da Praça, localiza-se na freguesia de Arcos de Valdevez (São Salvador), Vila Fonche e Parada, na vila e no município de Arcos de Valdevez, distrito de Viana do Castelo, em Portugal.
É o monumento mais antigo da vila. Está classificada como Imóvel de Interesse Público desde 1960.

## História
A edificação deste templo remonta aos fins do século XIV ou início do século XV, uma vez que em 1410 o abade João Domingues, de Sabadim, deixou expressa em seu testamento a intenção de se fazer sepultar na capela que construíra em Arcos de Valdevez e no túmulo igualmente realizado para o efeito.
No século XVII foi instituída a Confraria de Nossa Senhora da Conceição, que lhe conferiu a atual invocação e cujos estatutos datam de 1691. Entretanto, a partir desse período inicia-se um período de abandono e degradação do imóvel, que passou a conhecer diversas ocupações alheias às suas primitivas funções, entre as quais a de corte de gado, quartel dos Bombeiros, e armazém.
Encontrava-se em ruínas no momento em que foi classificado como Imóvel de Interesse Público pelo Decreto n.º 43.073, publicado no Diário do Governo, I Série, n.º 162, de 14 de julho de 1960.
Em fins da década de 1970 o imóvel arruinado foi adquirido pela Câmara Municipal, vindo a sofrer intervenção de limpeza, conservação e restauro, vindo a ser reaberto ao público em 1980 como espaço de culto.
No âmbito da realização das Jornadas Europeias do Património 2011, levadas a cabo pelo Instituto de Gestão do Património Arquitectónico e Arqueológico (IGESPAR), a Câmara Municipal procedeu à recuperação integral do telhado do templo.

## Características
Exemplar de arquitetura religiosa, que embora date da passagem do século XIV para o XV, constitui um testemunho da sobrevivência do estilo Românico na região norte do país.
Apresenta planta retangular, em aparelho de pedra. No seu interior destaca-se uma antiga arca tumular.